# Moskowski
Moskowski (russisch Моско́вский) ist ein Stadtteil der russischen Hauptstadt Moskau mit 17.366 Einwohnern (Stand 14. Oktober 2010). Er liegt 23 km südwestlich des Moskauer Stadtzentrums unweit des internationalen Flughafens Wnukowo.

## Geschichte
An der Stelle der heutigen Stadt befand sich spätestens seit dem 16. Jahrhundert ein Dorf namens Peredelzy.
Die Geschichte von Moskowski hängt vor allem mit der Einrichtung eines landwirtschaftlichen Kombinates nahe dem ehemaligen Dorf im Jahre 1969 zusammen. In den 1970er-Jahren formte sich dort eine kleine Siedlung (possjolok) mit einem vorwiegend aus Plattenbauten bestehenden Straßenbild. 2004 erhielt die Siedlung im Zuge der Verwaltungsreform innerhalb des Rajons Leninski der Oblast Moskau Stadtstatus und wurde Sitz einer gleichnamigen Stadtgemeinde (gorodskoje posselenije). Seit 2006 wird der Ort um einige neue Wohnviertel erweitert.
Zum 1. Juli 2012 wurde die Stadtgemeinde Moskowski nach Moskau eingemeindet und in dessen neu geschaffenen Verwaltungsbezirk Nowomoskowski eingegliedert. Sie bildet seither eine der elf „Gemeinden“ (posselenije) des Verwaltungsbezirkes. Neben dem eigentlichen Moskowski gehören zur Gemeinde die sechs Dörfer Goworowo, Kartmasowo, Lapschinka, Meschkowo, Rumjanzewo und Salarjewo sowie die Siedlungen Instituta poliomijelita („des Poliomyelitis-Instituts“) und Uljanowskowo lessoparka („des Uljanowski-Waldparks“). Die Gesamteinwohnerzahl der Gemeinde beträgt 20.901 (Stand 14. Oktober 2010).

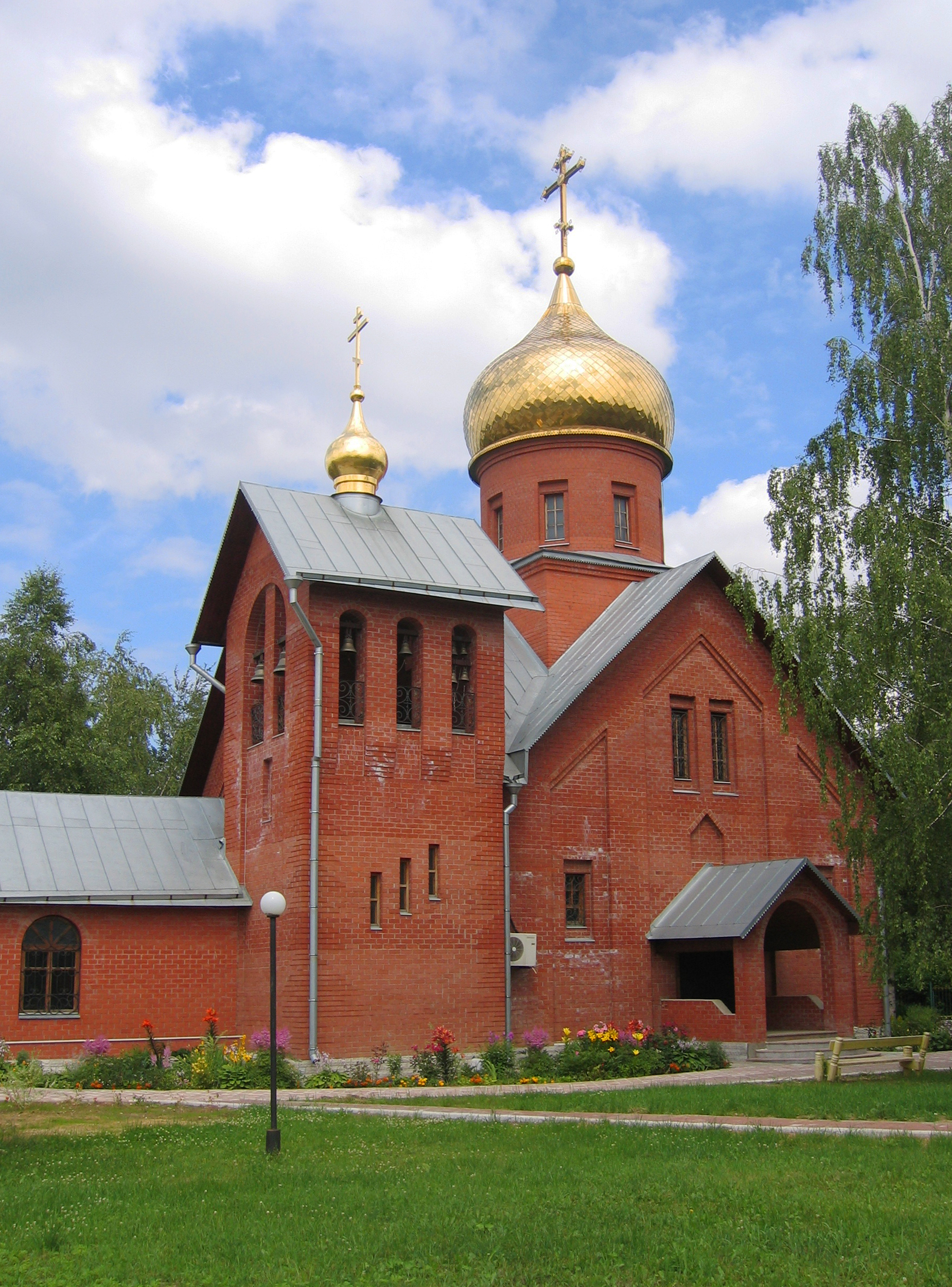
Patriarch-Tichon-Kirche in Moskowski

### Bevölkerungsentwicklung
| Jahr | Einwohner |
| ---- | --------- |
| 2002 | 15.563    |
| 2010 | 17.366    |

Anmerkung: Volkszählungsdaten

## Wirtschaft und Infrastruktur
Die Stadt liegt direkt an der Fernstraße M3, die von Moskau bis in die Ukraine führt und daher auch Kiewer Chaussee genannt wird. Über diese Straße bestehen direkte Verbindungen in das nahe gelegene Moskau und in mehrere benachbarte Städte und Siedlungen. Der Hauptbetrieb der Stadt ist nach wie vor das Agrokombinat Moskowski, das heute eine Aktiengesellschaft ist und zu den führenden Gemüseherstellern Russlands gehört. Die zum Kombinat gehörenden Anbauflächen sind insgesamt über 3000 Hektar groß.

## Persönlichkeiten
- Bogdan Mischukow (* 1997), Fußballspieler